# Els monstres de Mapple St.
"Els monstres de Mapple St." (títol original en anglès "The Monsters Are Due on Maple Street") és el vint-i-dosè episodi de la sèrie de televisió d’antologia La Dimensió Desconeguda. L'episodi va ser escrit per Rod Serling, el creador-narrador de la sèrie. Es va emetre originalment el 4 de març de 1960 a la cadena CBS. El 2009, TIME el va nomenar un dels deu millors episodis de La Dimensió Desconeguda.Ha estat doblat al català i emès per TV3.

## Narració d'obertura
| « | Maple Street, EUA., finals d'estiu. Un petit món arbrat de porxos, barbacoes, rialles dels nens i la campana d'un venedor de gelats. Amb el so del rugit i el flaix de la llum, seran precisament les 18:43 al carrer Maple. | » |

La narració continua després que els veïns es preguntin si el que va volar per sobre va ser un meteor.
| « | Això és Maple Street un dissabte a la tarda. Maple Street en l'últim moment de calma i reflexió, abans que vinguessin els monstres. | » |

## Argument
Una tarda d'estiu, Maple Street està ple de nens jugant i adults parlant i treballant al jardí, quan una ombra passa per sobre, acompanyada d'un rugit i un llampec de llum. Tothom se n'adona, però assumeix que és un meteor que passa i reprèn les seves activitats. Els residents aviat van descobrir que se'ls va tallar l'energia, afectant estufes, talladores de gespa, cotxes, telèfons, fins i tot ràdios portàtils, i es van reunir al carrer per parlar de la situació. Pete Van Horn s'ofereix per caminar fins a Floral Street, per veure si està afectat. Els seus veïns, Steve Brand i Charlie Farnsworth, decideixen anar a la ciutat per investigar més, però Tommy, un noi del barri, els insta a no anar-hi. Tommy ha llegit una història d'una invasió alienígena que causa problemes similars, i diu que els monstres no volen que ningú surti del carrer. Tommy afegeix que a la història, els extraterrestres viuen com una família que sembla ser humana però que en realitat són exploradors, i amb tall els llum provoquen aïllar el barri. Els adults es mostren incrèduls, assegurant-li que la causa és natural.
Un altre resident, Les Goodman, intenta posar en marxa el seu cotxe sense èxit. Tanmateix, després que s'allunyi del cotxe, comença tot sol. Això fa sospitar als veïns que Les pot ser un extraterrestre. Mentre tots es reuneixen, una dona parla de les nits que Les va passar dempeus al jardí mirant el cel, com si estigués esperant o buscant alguna cosa. Les, defensant-se com a veí de Maple Street durant cinc anys, afirma patir insomni i adverteix als seus veïns que tinguin precaució i no s'espantin. L'Steve intenta desactivar la situació i evitar que es converteixi en una caça de bruixes, però les tensions segueixen sent altes.
Quan la foscor baixa, Charlie comença a vigilar la casa de Les Goodman. Steve suggereix que Charlie vagi a casa al llit. Un altre veí, Don, esmenta que Steve ha construït el seu propi aparell de ràdio, que després Charlie afirma que ningú no ha vist mai. A mesura que la sospita augmenta, l'esposa de l'Steve protesta que es tracta d'un simple radioaficionat, però Steve respon sarcàsticament que parla amb extraterrestres amb ella. L'Steve i els altres veïns continuen discutint, utilitzant la idiosincràsia de cada persona com a prova que són un extraterrestre. Steve adverteix que aquest comportament, a la recerca d'un boc expiatori, és la manera més segura de que tot el veïnat "es mengin vius".
Una figura fosca camina cap a ells. Tommy exclama que ell és el monstre. Afirmant que pot ser necessari per protegir-se, Don obté una escopeta de doble canó que l'Steve confisca immediatament. A mesura que la figura s'acosta, en Charlie entra en pànic, agafa l'escopeta i dispara a la figura. Quan la multitud arriba a la figura caiguda, s'adonen que és en Pete (que abans havia anat a veure si Floral Street tenia llum) i ara és mort. Mentre Charlie lluita per defensar la seva acció precipitada, les llums de casa seva s'encenen soles, i les dels residents també. Don li pregunta sospitosament per què el seu poder ha tornat a activar-se, mentre que Les el retreu per ser tan ràpid per matar i sembrar la desconfiança, suggerint que potser Pete havia trobat proves dels orígens extraterrestres de Charlie, i que el primer va disparar. aquest últim per fer-lo callar. Fins i tot l'Steve no defensa en Charlie, indignat per l’ assassinat sense sentit de Pete. Charlie fa una escapada a casa seva; tothom el persegueix, llançant pedres, una de les quals trenca una llanterna del porxo, fent que el vidre trencat voli a la cara d'en Charlie, tallant-li el front. Aterrit, Charlie intenta desviar la sospita cap a Tommy. Tot i que la seva mare el defensa ràpidament, diversos veïns estan d'acord amb aquesta idea, ja que Tommy era l'únic que coneixia els plans dels extraterrestres. Steve continua intentant desactivar la situació, però ningú no escolta.
Els llums comencen a encendre i apagar-se a les cases de tot el veïnat; les talladores de gespa i els motors dels cotxes s'encenen i s'aturen sense cap motiu. La turba es torna histèrica, llança acusacions, destrossa finestres i pren les armes mentre la situació es converteix en un motí total. Mentrestant, al cim d'un turó proper, dos alienígenes humanoides estan observant el motí a Maple Street mentre utilitzen un dispositiu per manipular la llum del barri. Comenten com el simple fet de jugar amb la rutina porta a la gent a caure en la paranoia i el pànic que es poden explotar. També discuteixen la seva intenció d'utilitzar aquesta estratègia per conquerir la Terra, barri a barri. A continuació, pugen per una escala cap a la seva nau espacial, que després s'enlaira.

## Narració de cloenda
| « | Les eines de conquesta no tenen necessàriament bombes, explosions i precipitacions. Hi ha armes que són simplement pensaments, actituds, prejudicis... que només es troben en la ment dels homes. Perquè consti, els prejudicis poden matar... i la sospita pot destruir... i una recerca irreflexiva i espantada d'un boc expiatori té una conseqüència pròpia: per als nens i els nens encara no nascuts. I la llàstima és... que aquestes coses no es poden limitar a... La Dimensió Desconeguda! | » |

## Repartiment
- Claude Akins com a Steve Brand
- Barry Atwater com a Les Goodman
- Jack Weston com a Charlie
- Burt Metcalfe com a Don Martin
- Amzie Strickland com a veí sense nom
- Anne Barton com a Sra. Brand
- Jan Handzlik com a Tommy
- Mary Gregory com a Sally
- Lea Waggner com a Sra. Goodman
- Ben Erway com a Pete Van Horn
- Sheldon Allman i Bill Walsh com els veritables extraterrestres

## Producció
Els extraterrestres porten uniformes sobrants de la pel·lícula de ciència-ficció de 1956 Forbidden Planet. A més, el conjunt de maqueta de l'escala retràctil, que condueix a la meitat inferior del creuer C-57D de la mateixa pel·lícula, es reutilitza per a aquesta escena. Al final de l'episodi, es pot veure una imatge d'efectes del creuer a l'espai (la mateixa fotografia també es va utilitzar a "El tercer més enllà del Sol"). Aquesta tècnica també es va utilitzar a "To Serve Man". El creuer es mostra cap per avall en comparació amb la seva orientació a Forbidden Planet.

## Remake de 2003
El 2003 es va produir un remake de l'episodi per a la reactivació del 2002 de La Dimensió Desconeguda, però va ser rebatejat com "The Monsters Are on Maple Street". Serling va rebre el crèdit de "Story By". Fou protagonitzat per Andrew McCarthy com Will Marshall i Titus Welliver com Dylan. La diferència entre tots dos és que el remake tracta més sobre la por al terrorisme. Quan es produeix l'augment de llum al remake, no és causat per extraterrestres, sinó pel govern, concretament de l'exèrcit dels Estats Units, que experimenta com reaccionen les petites ciutats davant la por al terrorisme. Al final, el veïnat treu la seva ràbia i frustració amb una família que mai va sortir de casa després de la pujada elèctrica, pensant que l'han provocat ja que encara tenen llum. Tots els residents fallen la prova miserablement, com tots els altres habitants de tots els carrers que van provar.
La narració inicial i final, proporcionada per Forest Whitaker, també s'ha alterat:
| « | Maple Street, U.S.A. Comunitat suburbana en un agradable dissabte a la tarda... però d'aquí a uns instants tot canviarà per als residents de Maple Street, ja que descobreixen que els monstres que temen ja es troben entre ells. | » |

Amb la narració final:
| « | No n'hi ha prou que existeixi una única veu de la raó. En aquest temps d'incertesa, estem tan segurs que els dolents s'amaguen a cada racó que els crearem nosaltres mateixos si no els trobem, ja que encara que la por ens pot mantenir vigilants, també és la por que ens esquinça, una por que lamentablement només existeix sovint, fora de la Dimensió Desconeguda. | » |

## Altres mitjans
Una dramatització radiofònica d'aquest episodi es va produir a mitjans dels anys 2000 com a part de la sèrie de ràdio The Twilight Zone, protagonitzada per Frank John Hughes com a Steve Brand. Es va incloure a la col·lecció The Twilight Zone: Radio Dramas – Collection 12.
El Savannah College of Art and Design va publicar una versió de novel·la gràfica, en col·laboració amb Walker & Co. Una versió de relat curt es va publicar a Stories from The Twilight Zone i acaba amb una cursa d'extraterrestres de dos caps que es traslladen a Maple Street.
L'episodi va tenir una influència important en la ciència-ficció en les dècades següents. Entre les pel·lícules que es van inspirar en aquest episodi inclouen The Trigger Effect, dirigida per David Koepp, i The Mist, dirigida per Frank Darabont.